# Heinsia gossweileri
Heinsia gossweileri är en måreväxtart som beskrevs av Herbert Fuller Wernham. Heinsia gossweileri ingår i släktet Heinsia och familjen måreväxter.
Artens utbredningsområde är Angola. Inga underarter finns listade i Catalogue of Life.